# Sakramentar Heinrichs II.

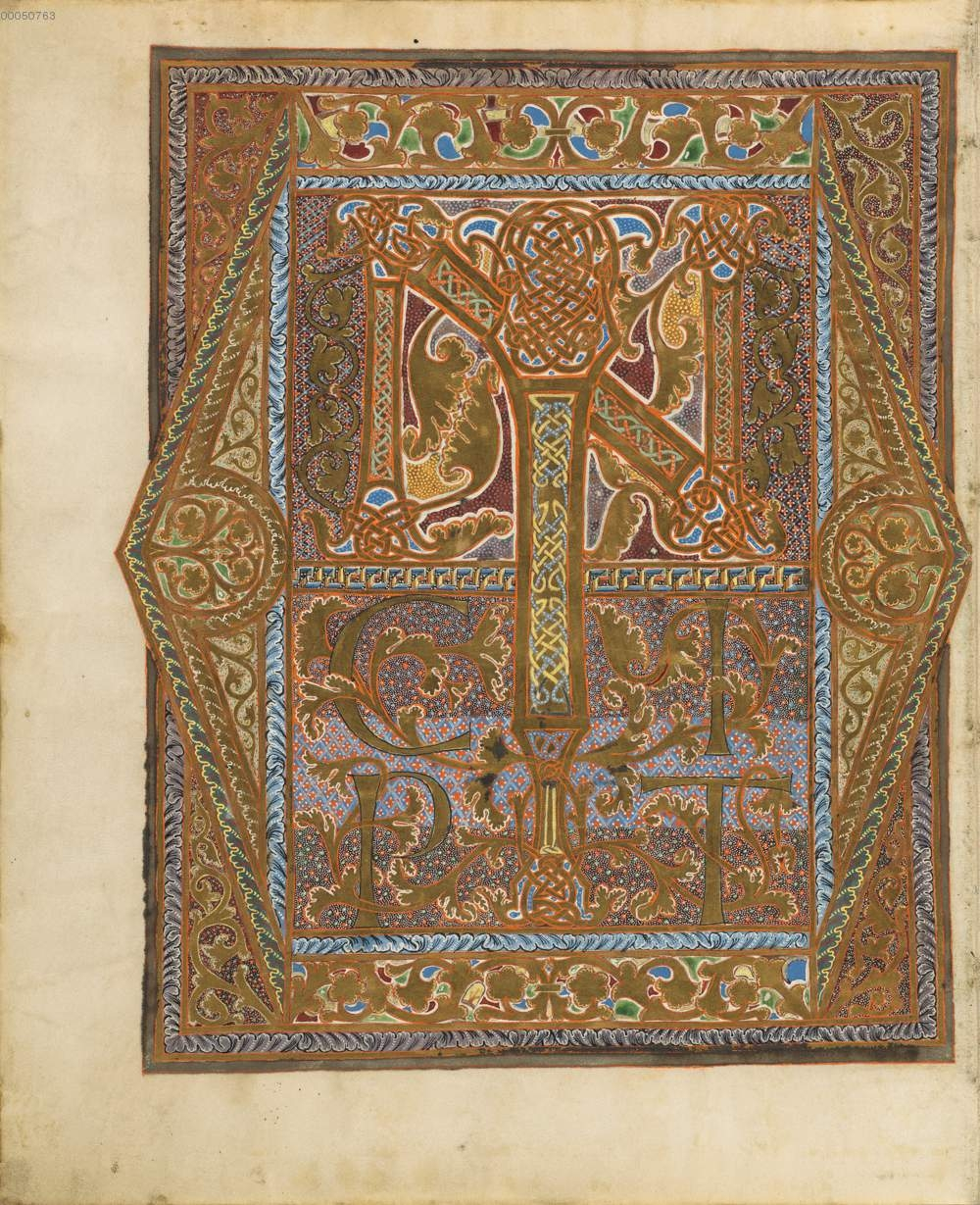
Initialzierseite fol. 12v: Incipit

Das Sakramentar Heinrichs II., auch Regensburger Sakramentar genannt, ist eine im Auftrag König Heinrichs II. in Regensburg hergestellte Handschrift mit liturgischen Texten, die zu den bedeutendsten Werken ottonischer Buchkunst gehört. Sie wurde von Heinrich dem Bamberger Dom gestiftet, war Teil des Domschatzes und kam durch die Säkularisation 1803 in die Bayerische Staatsbibliothek München, wo sie bis heute unter der Signatur Clm 4456 aufbewahrt wird. Als Vorbild diente der von Karl dem Kahlen gestiftete Codex Aureus von Sankt Emmeram.

## Beschreibung

### Handschrift

#### Inhalt und Gestaltung
Das Sakramentar besteht aus 358 Blättern im Format 298 × 241 mm und enthält den Messkanon, die Präfationen und die Tagesgebete.
Beginnend mit einer aufwendig gestalteten, reich ornamentierten Zierseite als Titelblatt eines in Goldschrift gehaltenen zwölfseitigen liturgischen Kalenders mit dem Verzeichnis der Feste im Kirchenjahr beinhaltet die Handschrift mit dem Krönungsbild Heinrichs die erste figürliche Darstellung. Es folgen als weitere bekannte Abbildungen das Thronbild Heinrichs, welches nach dem Vorbild der Darstellung Karls des Kahlen im Codex Aureus von Sankt Emmeram gearbeitet ist, sowie eine Miniatur mit dem Bildnis Gregors des Großen.

#### Krönungsbild

##### Ikonografie

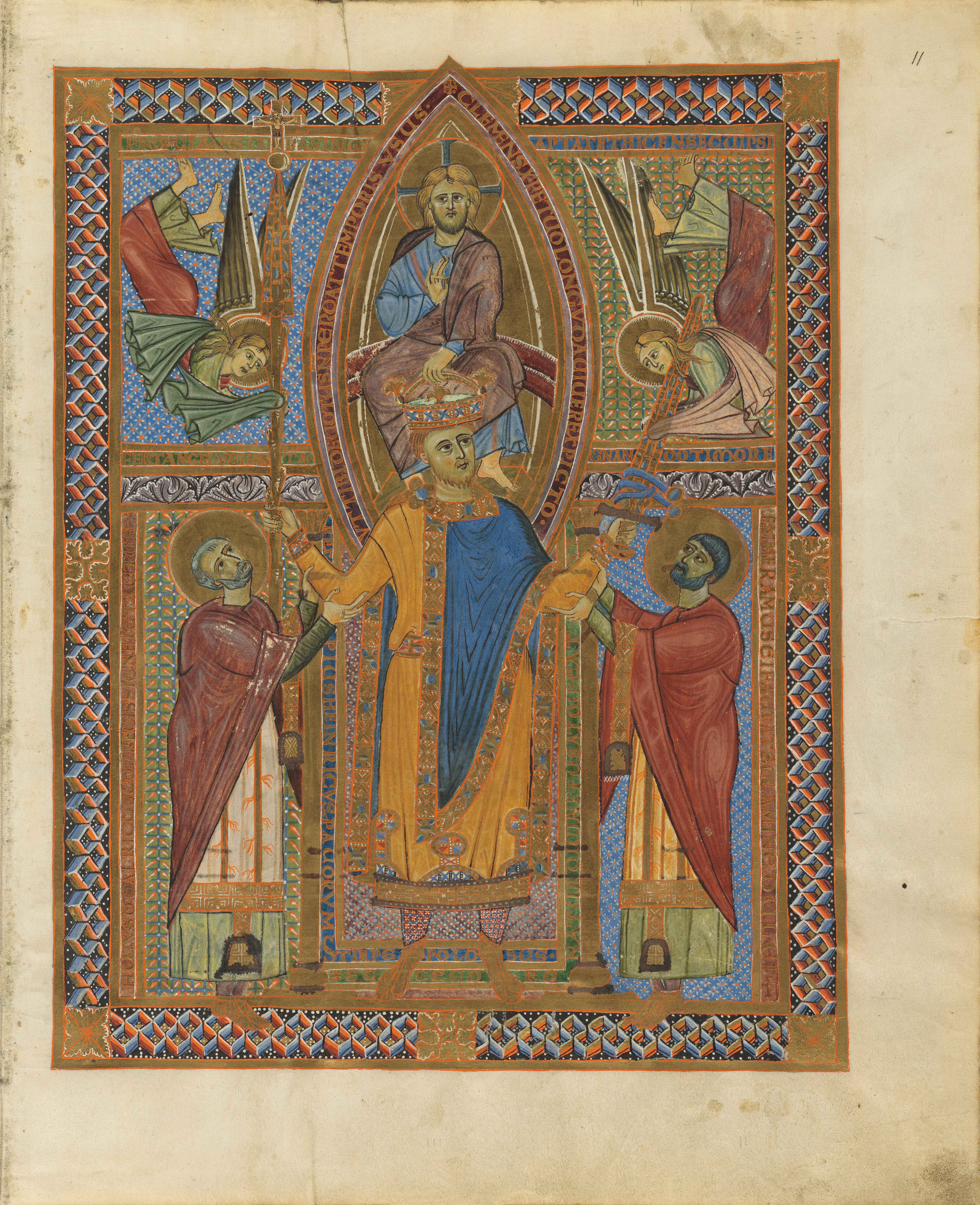
Krönung Heinrichs II. (fol. 11r)

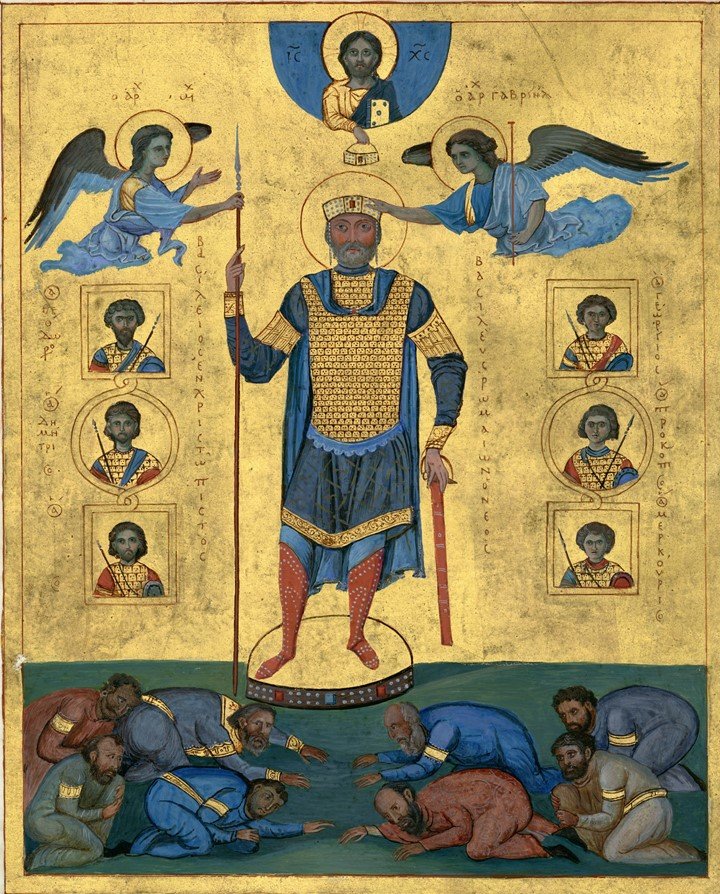
Krönungsbild aus dem Menologion Basileios’ II.

Das sogenannte Krönungsbild stellt die wohl bekannteste Abbildung Heinrichs II. überhaupt und die bedeutsamste und anspruchsvollste Bildseite aus dem Regensburger Sakramentar dar. Es zeigt vor einem Hintergrund aus vier mosaikartig gemusterten, sich diagonal in Form und Farbe entsprechenden Feldern den König als überdimensional große, in den Himmel reichende Gestalt im Zentrum, wie er von dem ihn segnenden, in goldener Mandorla auf einem Regenbogen thronenden Christus selbst mit einer Bügelkrone bekrönt wird. Die herrschaftliche Kleidung des Königs in Form einer wadenlangen Tunika mit edelsteinbesetztem Gürtel und kreuzgemusterten Applikationen sowie eines blauen, mit einer goldenen edelsteinbesetzten Brosche geschlossenen Mantelpalliums – beide mit prachtvoll ornamentierten gemusterten Goldborten an den Säumen versehen – betonen die Feierlichkeit des Krönungsaktes. Dazu trägt Heinrich gepunktete Beinlinge und goldene Prunkschuhe.
Vier nimbierte Begleitfiguren assistieren dem Herrscher paarweise, darunter zwei vom Himmel herabfliegende Engel, die ihm mit ehrfurchtsvoll verhüllten Händen die Heilige Lanze und das mit Bändern umwickelte Reichsschwert überreichen. Beide Insignien haben durch die Umhüllung mit edelsteinbesetztem Futteral ihren Charakter als Kriegswaffe verloren, sind jedoch zugleich auch nicht als Reichskleinodien erkennbar. Die durch ihre Positionierung zur Rechten Christi hervorgehobene Lanze ist vielmehr durch ihre Bekrönung mit einem kleinen Kruzifix über einer goldenen Kugel sowie durch sprießende Ansätze am Schaft als Lebensbaum gekennzeichnet. Zwei Bischöfe in Pontifikalgewändern stützen den Herrscher: Der durch seine Haarfarbe als der Ältere von beiden gekennzeichnete Hl. Ulrich, der als Retter Augsburgs 993 erst zehn Jahre vor Fertigstellung der Handschrift heiliggesprochen worden war, nimmt die Ehrenposition zur Rechten Christi ein, während sich der Hl. Emmeram zur Linken findet. Zwar ist die Bedeutung der beiden zwischen dem Herrscher und den Bischöfen befindlichen Säulen bislang ungeklärt, jedoch könnten sie auf die beiden Säulen im Salomonischen Tempel als Ausdruck von Kraft und Festigkeit bzw. als Symbol für das Alte und das Neue Testament verweisen.

##### Inschriften
Das Krönungsbild ist mit zahlreichen Inschriften versehen. So finden sich die um die Mandorla herumgeführten Verse:
+ CLEMENS XPE TUO LONGV[M] DA VIVERE XPICTO.

VT TIBI DEUOTUS N[ON] PERDAT TEMPORIS VSUS
„Gnädiger Christus, gib deinem Gesalbten ein langes Leben,

dass er dir ergeben den Gebrauch der Zeit nicht vergeude.“
Weitere Tituli umrahmen unter den Füßen des Herrscherbildnisses die Figurenfelder:
+ ECCE CORONATUR DIUINITUS ATQ[UE] BEATUR |

REX PIUS HEINRICVS P[RO]AURORUM STIRPE POLOSUS. |

+ HUIUS UODALRICUS COR REGIS SIGNET ET ACTUS |

+ EMMERAMUS EI FAVEAT SOLAMINE DULCI. |

PROPULSANS CURAM SIBI CONFERIT ANGELUS HASTA[M].

APTAT ET HIC ENSE[M] CUI P[RAE]SIGNANDO TIMORE[M]
„Siehe, von Gott wird gekrönt und gesegnet

der fromme, durch den Stamm seiner Ahnen hoch gerühmte König Heinrich.

Ulrich möge das Herz und die Taten des Königs segnen,

Emmeram möge ihn mit süßem Trost beglücken.

Ein Engel bringt die Lanze und wehrt dadurch ängstliche Sorge von ihm ab;

der andere übergibt ihm das Schwert, mit dem er Furcht verbreiten wird.“

##### Einordnung
Dass in dieser Miniatur nicht das konkrete Ereignis der Königskrönung Heinrichs am 7. Juni des Jahres 1002 im Mainzer Dom gemeint sein kann, wird durch die Wahl von Text und Bild verdeutlicht. Vielmehr war es das Anliegen der Buchmaler, den Herrscher als Stellvertreter Christi auf Erden zu inszenieren. Die weit ausgreifende Armgeste des Königs erinnert an Darstellungen des Mose im Kampf gegen die Amalekiter, dem Aaron und Hur solange die Arme stützten, bis die Schlacht mit Hilfe Gottes gewonnen war (Ex 17,8–16 ). Eine solche Präsentation innerhalb eines Dreifigurenbildes, die auch für Heilige und Bischöfe wie Ulrich von Augsburg oder Sigebert von Minden gewählt wurde, lässt sich verschiedentlich in dieser Zeit nachwiesen, so bspw. im Pontifikale Heinrichs II. Da es im Codex Aureus von St. Emmeram an einem entsprechenden Vorbild für die Krönungsdarstellung mangelte, wurde hierfür eigens eine speziell auf Heinrich II. zugeschnittene Komposition entwickelt, welche sich an byzantinischen Herrscherbildern orientierte, wie sie etwa das Menologion Basileios’ II. überliefert.

#### Thronbild

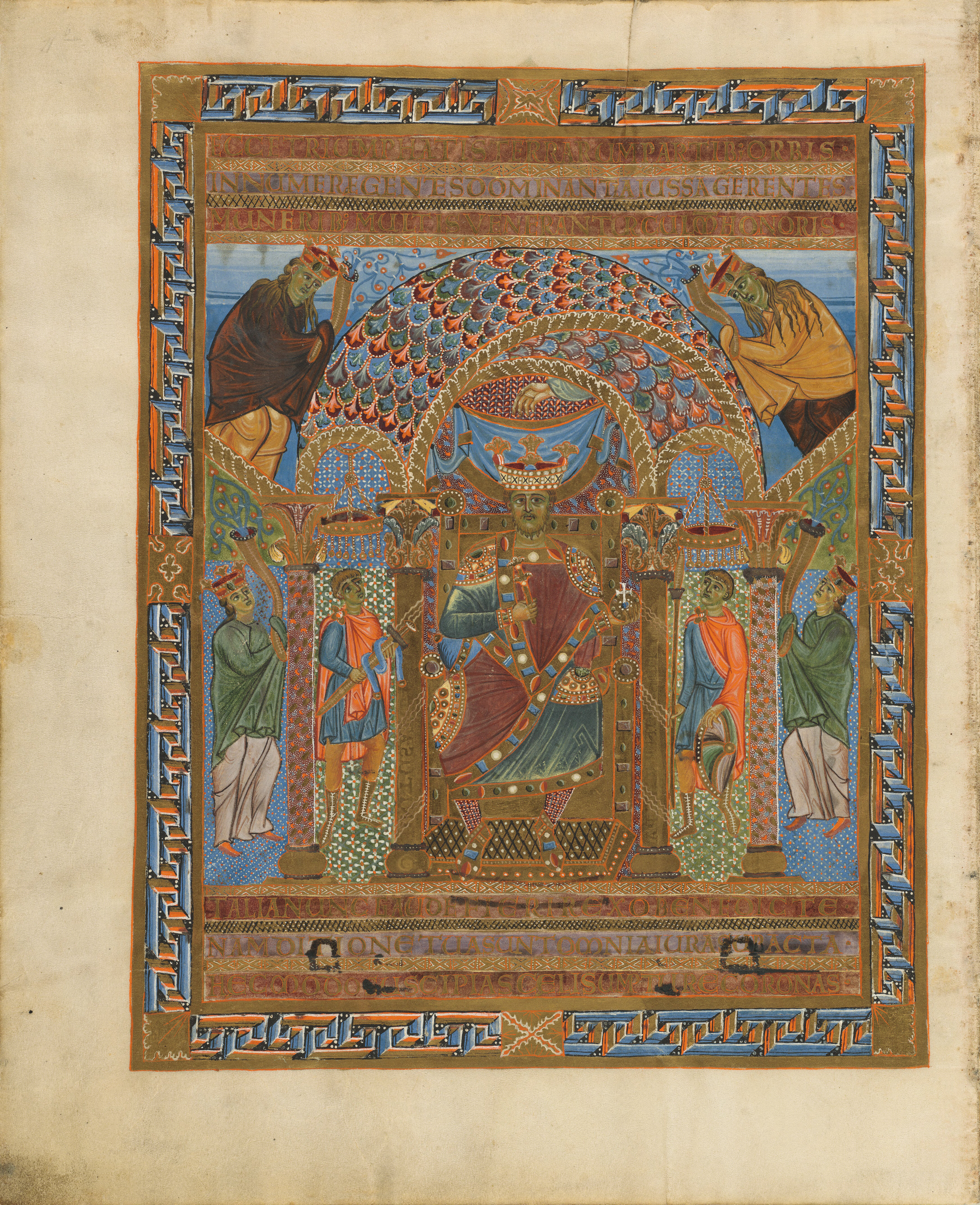
Der thronende Heinrich II. (fol. 11v)

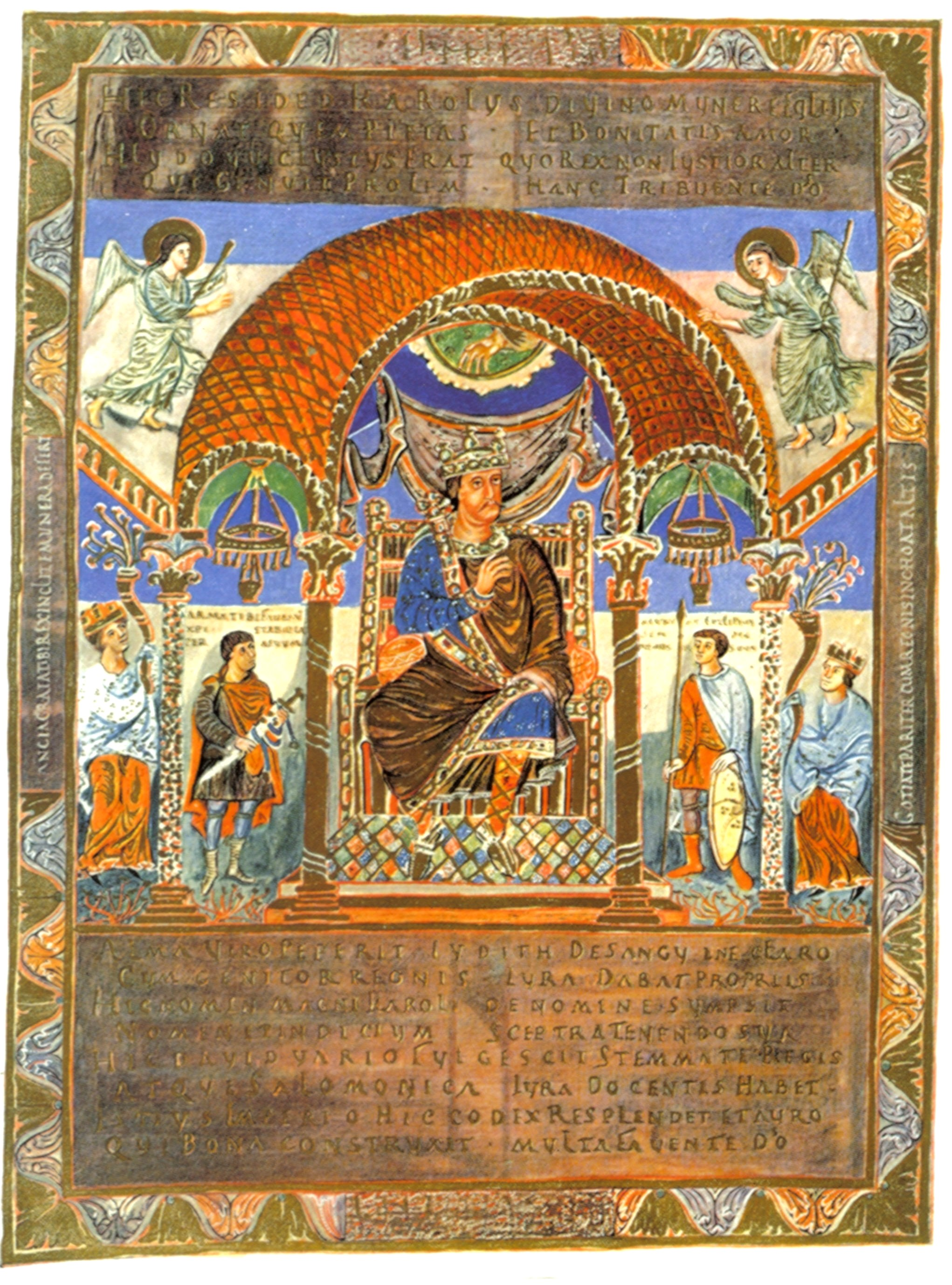
Thronbild Karls des Kahlen aus dem Codex Aureus von Sankt Emmeram

Auf das Krönungsbild folgt das mit einem perspektivisch gestalteten Mäanderband gerahmte Thronbild Heinrichs II, auf welchem der König frontal auf einem kastenförmigen, reich mit Edelsteinen besetzten goldenen Thron unter der Kuppel eines mächtigen Ziboriums sitzend gezeigt wird, das von vier Säulen getragen wird und somit wohl als Abbild des Himmels zu deuten ist. Das herrschaftliche Gewand ist noch üppiger mit großen Applikationen verziert als jenes im Krönungsbild, die Krone dagegen bügellos. In seiner Rechten hält der König ein kleines Kreuzszepter und in der Linken einen kreuzbekrönten Reichsapfel. Sein Haupt wird von einem Ehrentuch hinterfangen, über dem die segnende Hand Gottes erscheint.
Zwei jugendlich wirkende Waffenträger in kurzen Tuniken flankieren, das mit Bändern umwickelte Schwert sowie Lanze und Schild präsentierend, den Herrscher in schmalen, niedrigen Arkaden mit Kronen, die von den Gewölbescheiteln herabhängen. Von außen treten zwei gekrönte Frauen mit erhobenen Füllhörnern heran, denen blühende Ranken entwachsen: Es sind wie die beiden Dreiviertelfiguren in den Zwickeln neben dem Baldachin Personifikationen von Gaben bringenden Völkern.
Auffällig erscheint die grüne Gesichtsfarbe der Figuren, die auf einen besonderen Grad der Sakralität insofern hindeutet, als hierdurch Heinrich und die ihn umgebenden Personen bereits als einer gleichsam vorweggenommenen Jenseitigkeit zugehörig charakterisiert werden.
Die gut lesbare goldene Inschrift in drei Zeilen über und unter der Darstellung lautet:
ECCE TRIUMPHATIS TERRARUM PARTIB[US] ORBIS. INNUMERARE GENTES DOMINANTIA IUSSA GERENTES MUNERIBUS MULTIS VENERATUR CULM[EN] HONORIS. |
TALIA NUNC GAUDE FIERI REX O BENEDICTE NAM DITIONE TUA SUNT OMNIA IURA SUBACTA H[A]EC MODO SUSCIPIAS C[A]ELI SUMPTURE CORONAS.
„Siehe, nachdem die Teile des Erdkreises besiegt sind, führen unzählige Völker die Befehle des Herrschers aus und verehren mit vielen Geschenken den Gipfel der Ehre. Freue dich, gesegneter König, dass jetzt solches geschieht, denn deiner Macht ist alles Recht unterworfen. Nimm dieses jetzt an, künftig wirst du die himmlische Krone erlangen.“
Für das Thronbild stand eine sehr ähnliche Darstellung Karls des Kahlen im Codex Aureus von Sankt Emmeram Pate.

#### Gregorbild
Auf die beiden Herrscherbilder folgend findet sich eine Miniatur des Hl. Gregors als Papst bekleidet mit Pontifikalgewändern und einem goldenen Manipel über dem linken Armgelenk. Er befindet sich unter einem Arkadenbogen sitzend in einem mit Rundbogenreihen, Okuli sowie einem Eckturm gestalteten Gebilde, das anstatt eines Sitzmöbels für ein Gebäude gehalten werden könnte. Nach rechts gewandt hält Gregor, der als Verfasser des Sacramentarium Gregorianum gilt, Schreibfeder und Radiermesser als Zeichen seiner Autorenschaft des Sakramentars, dessen Text er unter Eingebung des als von rechts oben herabfliegende weiße Taube symbolisierten Heiligen Geistes notiert. In den Rankenstreifen über dem Haupt verbirgt sich in verschlungenen Buchstaben seine Namensinschrift: GREG[ORIUS] P[A]P[A]. Dasselbe Thema wurde in einer Silberplatte auf dem Rückdeckel des Einbands ein zweites Mal von einem Goldschmied grundsätzlich anders ausgestaltet.

### Einband
Der Goldschmiedeeinband enthält im Vorderdeckel ein Elfenbeinrelief mit einer Darstellung der Kreuzigung Christi im oberen Teil und den Frauen am Grabe im unteren. Die höchst qualitätvolle Arbeit wurde vermutlich in Lothringen um 980/90, sprich kurze Zeit vor dem Sakramentar geschaffen. Die schlichte Einfassung aus Goldblech geht auf eine spätere durchgreifende Restaurierung und Überarbeitung des Einbandes in Bamberg, möglicherweise im 18. Jahrhundert, zurück. Das von einem Akanthusfries gerahmte Relief ist im Wesentlichen spiegelsymmetrisch angelegt. Das Zentrum bildet das Kreuz mit dem Gekreuzigten, zu dessen Häupten die große Tabula ansata mit dem Text: IHS NAZAREN[VS] | REX IVDEORV[M] („Jesus von Nazareth, König der Juden“). Um den Fuß des Kreuzbalkens windet sich die durch den Opfertod Christi besiegte Schlange. Auf der Bildachse folgen nach unten der Hügel Golgota sowie der Grabesengel. Zu beiden Seiten der Mittellinie korrespondieren die mit ihren Köpfen hinter Wolkenbändern in Dreiergruppen erscheinenden Engel, Sol (Sonne) und Luna (Mond) – sie verdeutlichen die kosmologische Bedeutung des Geschehens –, die Gottesmutter Maria und der Evangelist Johannes sowie Longinus mit der Lanze und Stephaton mit dem Essigschwamm, schließlich die Seligen, die paarweise aus Sarkophagen auferstehen. In der Szene unter dem Kreuz vermittelt der Engel gestisch zwischen dem leeren Grabmonument zur Linken, neben dem die beiden Wächter schlafen, und den drei mit Salbgefäßen von rechts nahenden Frauen.
Auf dem Rückdeckel ist in Opus interrasile (Durchbruchtechnik) der thronende Papst Gregor der Große ins Bild gesetzt. Der hinterlegte Seidenstoffbezug, der wohl später erneuert wurde, ist nur fragmentarisch erhalten. Gregor wird hier nicht als Autor, sondern als Redaktor gezeigt, der Fehlerhaftes im Text nach Weisung durch den Engel mit dem Rasiermesser tilgt. Die Darstellung steht in keinem ikonografischen Bezug zur Miniatur auf fol. 12r der Handschrift.
Die Schließen des Einbandes aus vergoldetem Silber befinden sich an breiten Kettenbändern. Die obere Schließe gehört wohl zur ursprünglichen Ausstattung, die untere ist eine spätere Ergänzung.

## Geschichte
Das Sakramentar birgt zahlreiche Hinweise auf das Regensburger Kloster Sankt Emmeram als Entstehungsort und Heinrich II. als Stifter. Die Bezeichnung Heinrichs als König (REX) ist Indiz für eine Datierung auf die Zeit vor der im Jahre 1014 erfolgten Kaiserkrönung. Einen Zusammenhang mit der nachdrücklichen Unterstützung der Bistümer Regensburg und Augsburg bei der Durchsetzung der Kandidatur Heinrichs könnte die Bevorzugung Augsburger und Regensburger anstelle von Bamberger Heiligen implizieren; dementsprechend liegt eine Fertigstellung vor der Gründung des Bistums Bamberg im Jahre 1007 nahe. Vermutlich zunächst für den Regensburger Dom bestimmt, fand das Sakramentar dann 1012 erstmals Verwendung bei der Weihe des Bamberger Domes. Bamberger Nachträge über Synoden von 1058 und 1087 vor dem eigentlichen Text (fol. 1v–3v) unterstützen die besondere lokale Wertschätzung. Im Zuge der Säkularisation gelangte die Handschrift 1803 schließlich nach München. Das Regensburger Sakramentar diente an verschiedenen Orten des Reiches als Vorbild für weitere Handschriften, so beispielsweise in Hildesheim und Minden.